# Podgrzybnica drobnozarodnikowa

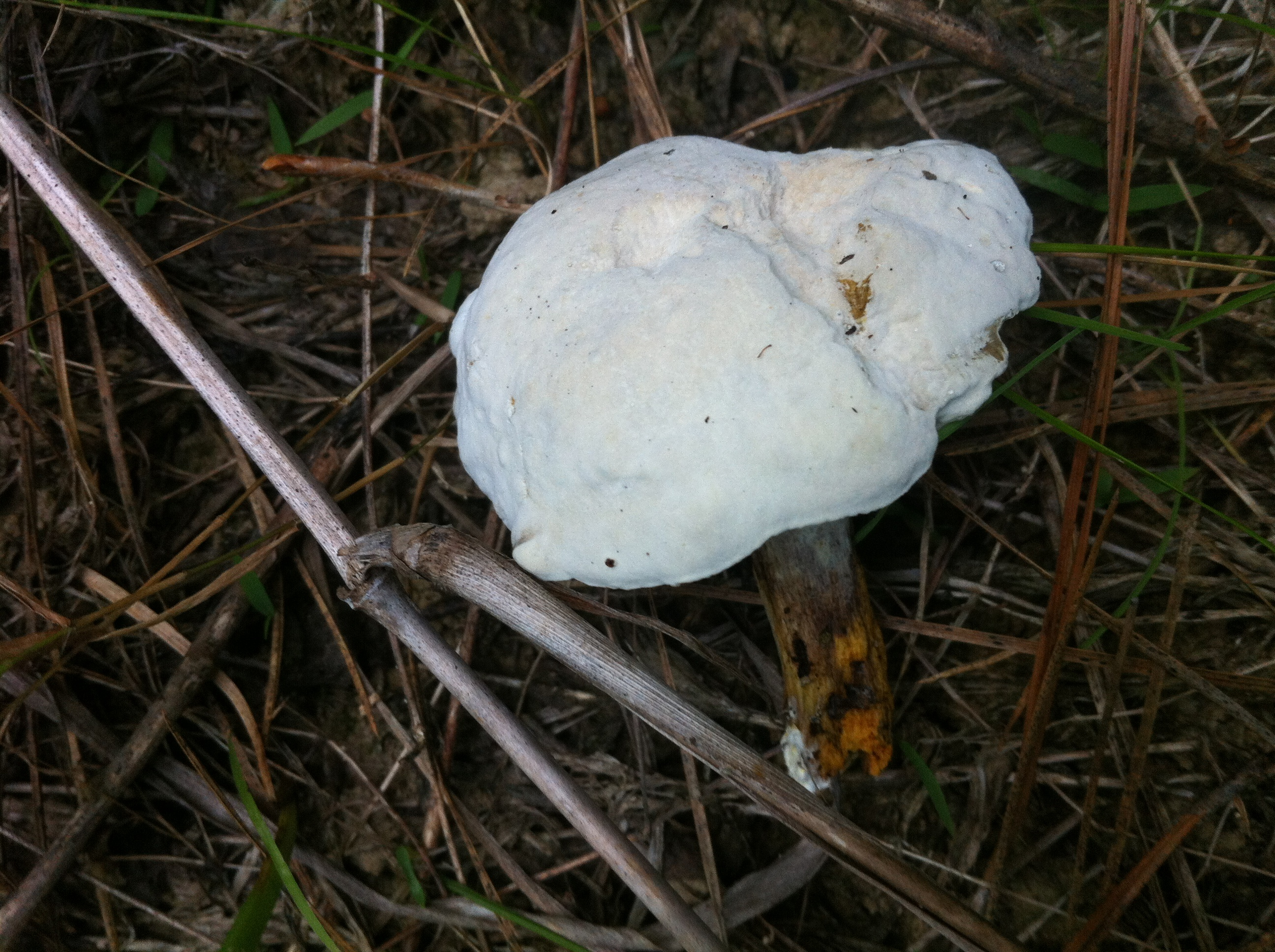

Podgrzybnica drobnozarodnikowa (Hypomyces microspermus Rogerson & Samuels) – gatunek grzybów należący do rodziny rozetkowatych (Hypocreaceae).

## Systematyka i nazewnictwo
Pozycja w klasyfikacji według Index Fungorum: Hypomyces, Hypocreaceae, Hypocreales, Hypocreomycetidae, Sordariomycetes, Pezizomycotina, Ascomycota, Fungi.
Po raz pierwszy opisał go w 1832 r. Clark Thomas Rogerson, nadając mu nazwę Sepedonium chrysospermum. Obecną nazwę nadał mu w 1989 r. Gary Joseph Samuels.
Nazwa polska na podstawie rekomendacji Komisji ds. Polskiego Nazewnictwa Grzybów.

## Morfologia
Teleomorfa
Na powierzchni żywiciela tworzy początkowo rzadką i białą, potem gęstą i bladożółtą grzybnię, a w niej zanurzone lub częściowo zanurzone perytecja o wymiarach (230)300–330(400) x (180)240–250(330) µm, mniej więcej kuliste z ostiolum, o barwie żółtej, pomarańczowej, ceglastej, cynobrowej, pomarańczowoczerwonej lub brązowej. Worki jednorzędowe, 8-zarodnikowe, 110–120 × 4–6 µm. Parafiz brak. Askospory łódeczkowate, gładkie do drobno brodawkowatych, bez przegrody lub z jedną przegrodą na środku lub blisko środka, z wypustkami na każdym końcu lub bez, o długości do 1 µm i wymiarach (8)10–14(15) x (2,5)3–4 (4,5) um
Anamorfa
Konidiofory rozgałęzione, z komórkami konidiotwórczymi w okółkach po 2–4, z których każdy ma 1 miejsce konidiogenne tworzące do 50 zlepionych konidiów. Są elipsoidalne do jajowatych, równoboczne, bez przegród, (5)9–14(17) x 3–5(7). Tworzy także niemal kuliste, żółte chlamydospory o ściankach do 2 µm grubości, o średnicy (8,5)10–15 µm, z wypukłościami do 1–1,5 µm wysokości.
Gatunki podobne
Podgrzybnica złotopylna (Hypomyces chrysospermus) różni się większymi chlamydosporami (9-20 µm) i większymi zarodnikami (13-25 µm x 4-6 µm) oraz morfologią anamorfy.

## Występowanie i siedlisko
Podano stanowiska podgrzybnicy drobnozarodnikowej w Ameryce Północnej i Południowej, Europie, Australii, w Japonii, na Tasmanii i Nowej Zelandii. W Polsce podano stanowiska tego gatunku w 2020 r.
Grzyb nagrzybny, pasożyt grzybów z rodziny borowikowatych. Na owocnikach suchogrzybka złotoporego (Xerocomus chrysenteron), parkogrzybka czerwonawego (Hortiboletus rubellus), suchogrzybka obciętozarodnikowego (Xerocomellus porosporus) i podgrzyba brunatnego (Imleria badia), a także Xanthoconium affine i Hortiboletus communis, tworzy grzybnię pokrywającą hymenofor, kapelusz i trzon, co prowadzi do ich obumarcia.